# Ectenessa lurida
Ectenessa lurida är en skalbaggsart som beskrevs av Martins 1973. Ectenessa lurida ingår i släktet Ectenessa och familjen långhorningar.
Artens utbredningsområde är Venezuela. Inga underarter finns listade i Catalogue of Life.